# Territori de Wisconsin

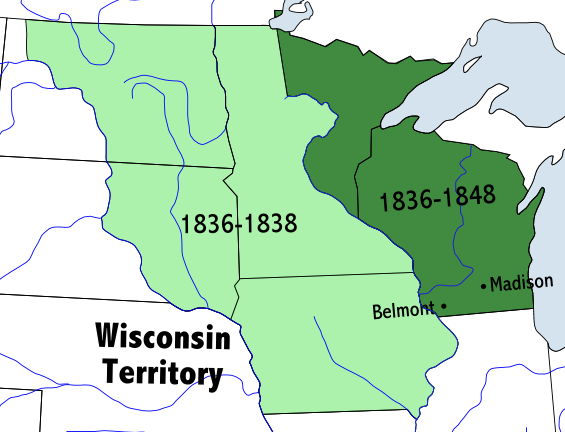
Mapa del Territori de Wisconsin (1836-1848).

El Territori de Wisconsin va ser un territori organitzat incorporat als Estats Units que va existir del 3 de juliol de 1836 al 29 de maig de 1848, quan una part oriental del territori va ser admesa a la Unió com l'Estat de Wisconsin.
Belmont va ser elegida inicialment com la capital del territori. El 1837 la legislatura territorial es va reunir a Burlington, que va passar a formar part del Territori d'Iowa l'any següent, quan la capital territorial de Wisconsin es va traslladar a Madison.